# Aliturus gracilipes
Aliturus gracilipes é uma espécie de coleóptero da subfamília Philinae. Que ocorre apenas em Madagascar.